# Leo Aario
Leo Eino Aario (till 1928 Engman), född 26 november 1906 i Björneborg, död 6 augusti 1998 i Esbo, var en finländsk geograf. Han var far till Risto Aario.
Aario, som var son till överkonduktör Karl Leander Aario och Julia Vilhelmiina Stenros, blev student 1925, filosofie kandidat 1931, filosofie licentiat 1932 och filosofie doktor samma år. Han företog studieresor till olika länder i Europa och USA 1952, till Brasilien 1956 och Egypten 1958. Han var e.o. assistent i geografi vid Helsingfors universitet 1930–1932, äldre lektor vid Tavastehus finska lyceum 1932–1936, vid Helsingfors finska lyceum 1936-1938, amanuens i geografi vid Helsingfors universitet 1939–1945, docent i nämnda ämne där 1934–1946, professor i geografi vid Åbo universitet 1945–1953, dekanus vid matematisk-naturvetenskapliga fakulteten 1948–1951, prorektor 1951–1953 och professor i geografi vid Helsingfors universitet 1953–1970. Han var sekreterare i Geografiska sällskapet i Finland 1945 och 1954–1956. Han utgav växtgeografiska, paleontologiska, kvartärgeologiska och ekonomisk-geografiska arbeten.

## Utmärkelser
- Kommendörstecknet av Finlands Lejons orden,  1956[1]
- Minnesmedalj för deltagande i 1941-1945 års krig[1]
- Vinterkrigets minnesmedalj[1]
- Förtjänstmedaljen för befolkningsskyddsarbete av 1. klass med spänne[2]

[Redigera Wikidata]